# Herbst-Rauhaareule

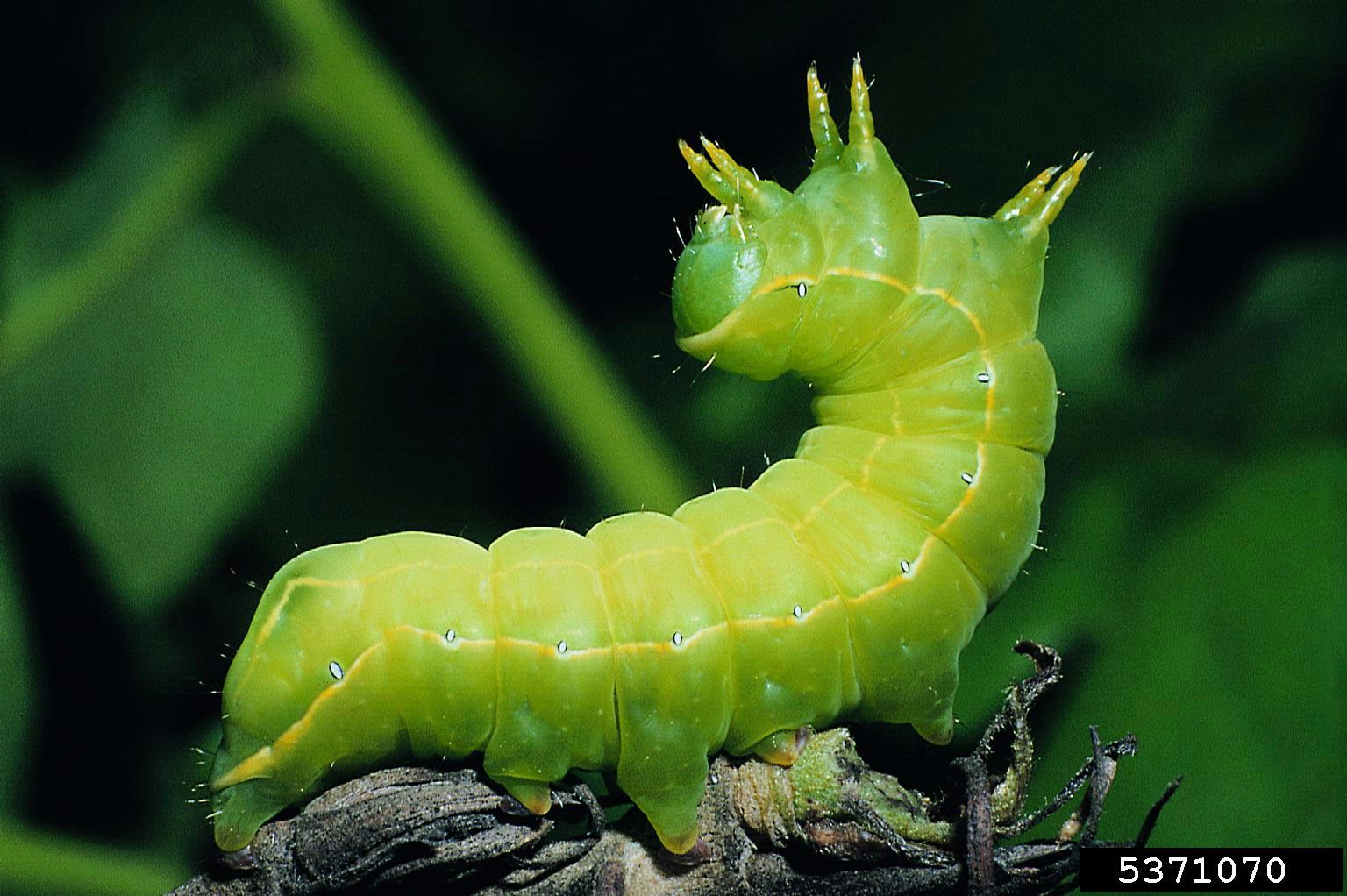
Ausgewachsene Raupe der Herbst-Rauhaareule

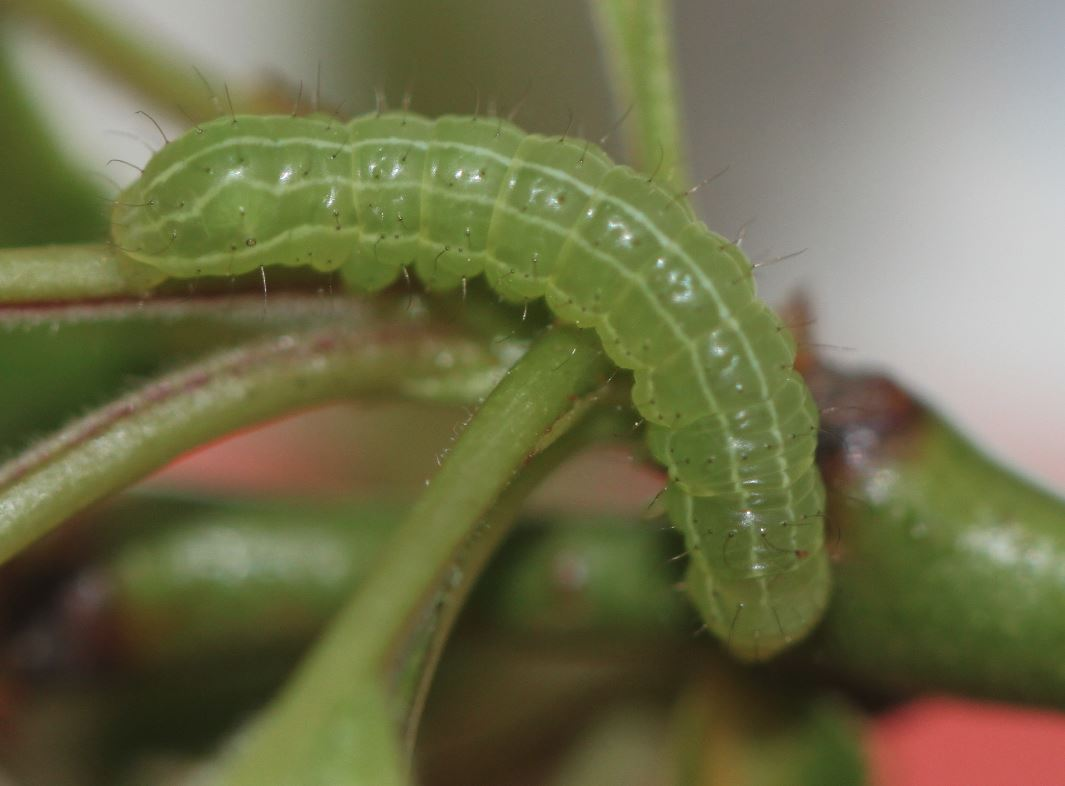
Jungraupe

Die Herbst-Rauhaareule (Asteroscopus sphinx), auch Linden-Rauhaareule oder Sphinxeule genannt, ist ein Schmetterling (Nachtfalter) aus der Familie der Eulenfalter (Noctuidae).

## Merkmale

### Falter
Die Flügelspannweite beträgt etwa 42 bis 50 Millimeter.  Die Farbe der Vorderflügel ist ziemlich variabel, variiert von grauweiß und aschgrau bis zu braungrau oder schwarzgrau und ist von dunklen Streifen durchzogen. Makeln sind undeutlich oder nicht erkennbar. An der Wellenlinie heben sich gelegentlich weiße Flecke ab. Die Hinterflügel sind weiß bis grauweiß und haben einen blassbraunen Punkt nahe am Innenrand. Der Saugrüssel der Falter ist verkümmert. Die Fühler der Männchen sind gekämmt, diejenigen der Weibchen nicht.

### Ei, Raupe und Puppe
Das Ei ist sehr flach, hat einen wulstigen Rand und kräftige Rippen. Es ist in verschiedenen Grautönen gefärbt. Jungraupen sind in der Regel gelbgrau mit schwarzen Punkten. Erwachsene Raupen haben eine grüne Farbe, schmale, weiße Rücken- und Nebenrückenlinien, einen gelbweißen Seitenstreifen sowie weiße Stigmen, die schwarz eingefasst sind. Typisch für die Raupe ist die sphinxartige Ruhestellung mit aufgerichtetem und zurückgebogenem Kopf, die auch für die Namensgebung der Art verantwortlich ist. Die rotbraune Puppe ist gedrungen und hat zwei Spitzen am langen, stielförmigen Kremaster.

### Ähnliche Arten
- Asteroscopus syriaca (Warren, 1910). Diese Art ist in der Regel kleiner als sphinx, hat auf den Vorderflügeln stärker vorherrschende Grautöne, die außerdem oft noch leicht blau überstäubt sind sowie deutlicher hervortretende Querlinien und rundere Hinterflügel. Aufgrund der großen Farbvariabilität ist dennoch nur mittels einer Genitaluntersuchung eine zweifelsfreie Unterscheidung möglich.[1]

## Verbreitung und Lebensraum
Die Art ist in Europa vor allem in den mittleren Regionen verbreitet, nördlich bis England, Dänemark und Südschweden, östlich bis Kaliningrad und Moskau, südlich bis Nordspanien, dem Alpensüdrand, Mittelitalien und Nordgriechenland. Außerdem kommt sie in der Türkei und dem Kaukasus vor. Die Herbst-Rauhaareule ist in Laub- und Mischwäldern, aber auch in offenerem Gelände, wie Hecken, Gärten, Parkanlagen und Alleen anzutreffen.

## Lebensweise
Die Falter erscheinen sehr spät im Jahr und fliegen im Oktober und November. Sie sind nachtaktiv und fliegen sehr gerne künstliche Lichtquellen an, überwiegend jedoch die männlichen Falter. Nach Haeger beträgt das Verhältnis von Männchen zu Weibchen am Licht 40:1.  Oft werden sie auch an Straßenlaternen und anderen Lichtquellen gefunden und sind selbst noch bei einer Temperatur von 3 °C aktiv. Wegen des verkümmerten Rüssels nehmen die Falter keine Nahrung zu sich. Die Raupen leben im Mai und Juni, gelegentlich schon ab April. Sie sind polyphag und ernähren sich von einer Vielzahl von Pflanzen, von denen hier nur eine Auswahl genannt ist:
- Lindenarten (Tilia),
- Weidenarten (Salix),
- Eichenarten (Quercus),
- Buchenarten (Fagus),
- Pappelarten (Populus),
- Schlehdorn (Prunus spinosa),
- Haselarten (Corylus),
- Obstbaumarten

und andere.
Die Verpuppung erfolgt in der Erde. Das Ei überwintert.

## Gefährdung
In Deutschland ist die Art weit verbreitet, gebietsweise zahlreich, obwohl sie wegen der sehr späten Flugzeit oft auch übersehen wird. Auf der Roten Liste gefährdeter Arten ist sie als nicht gefährdet eingestuft.